# Alngith
Het Alngith is een uitgestorven Pama-Nyungaanse taal die werd gesproken in Queensland, Australië.